# Odznaka Honorowa za Zasługi dla Republiki Austrii
Odznaka Honorowa za Zasługi dla Republiki Austrii (niem. Ehrenzeichen für Verdienste um die Republik Österreich) – najwyższe odznaczenie państwowe Republiki Austrii o randze orderu.

## Historia

### Odznaka Honorowa za Zasługi (1922–1934)

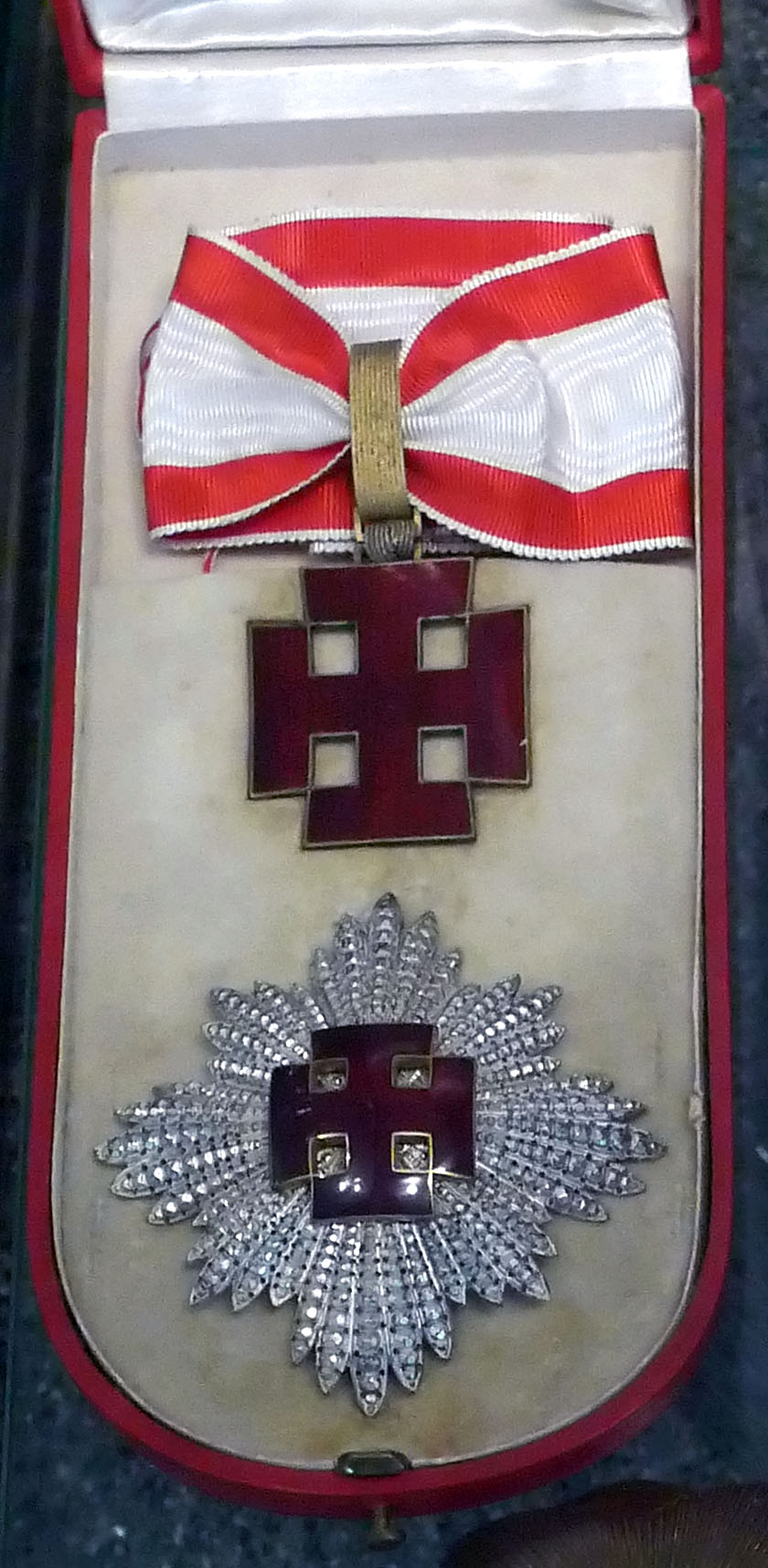
Wielka Złota Odznaka Honorowa z Gwiazdą z 1922

Po rozpadzie Austro-Węgier, ustawą z 3 kwietnia 1919 wszystkie tytuły szlacheckie, ordery i odznaczenia zostały zniesione. Dopiero 4 listopada 1922 ustanowiono po raz pierwszy Odznakę Honorową za Zasługi dla Republiki Austrii. Jej podział na dziesięć klas potwierdzono rozporządzeniem z 23 lutego 1923:
- Wielka Gwiazda Odznaki Honorowej (Großstern des Ehrenzeichens)
- Wielka Złota Odznaka Honorowa na Wstędze (Großes goldenes Ehrenzeichen am Bande),
- Wielka Złota Odznaka Honorowa z Gwiazdą (Großes goldenes Ehrenzeichen mit dem Stern)
- Wieka Złota Odznaka Honorowa (Großes goldenes Ehrenzeichen),
- Wielka Srebrna Odznaka Honorowa (Großes silbernes Ehrenzeichen),
- Złota Odznaka Honorowa (Goldenes Ehrenzeichen),
- Srebra Odznaka Honorowa (Silbernes Ehrenzeichen),
- Złoty Medal (Goldene Medaille),
- Wielki Srebrny Medal (Große silberne Medaille),
- Srebrny Medal (Silberne Medaille)[3].

Kolejne rozporządzenia z 26 marca 1924, 2 kwietnia 1925, 9 października 1925 i 7 lipca 1926 ustaliły przeznaczenie w przypadku odznaczania wojskowych i zmieniły nazwy dwóch klas:
- Złoty Medal przemianowano na Złotą Odznakę Zasługi (Goldene Verdienstzeichen),
- Wielki Srebrny Medal przemianowano na Srebrną Odznakę Zasługi (Silberne Verdienstzeichen)[3].

8 marca 1930 kolejne rozporządzenie dodało cztery nowe klasy:
- Wielka Odznaka Honorowa (Großes Ehrenzeichen),
- Złoty Medal (Goldene Medaille),
- Wielki Srebrny Medal (Große Silberne Medaille),
- Brązowy Medal (Bronzene Medaille)[3],

Ostateczny podział wyglądał jak podział współczesny, z wyłączeniem Wielkiego Srebrnego Medalu, który dziś nie istnieje.

### Order Zasługi (1934–1938)

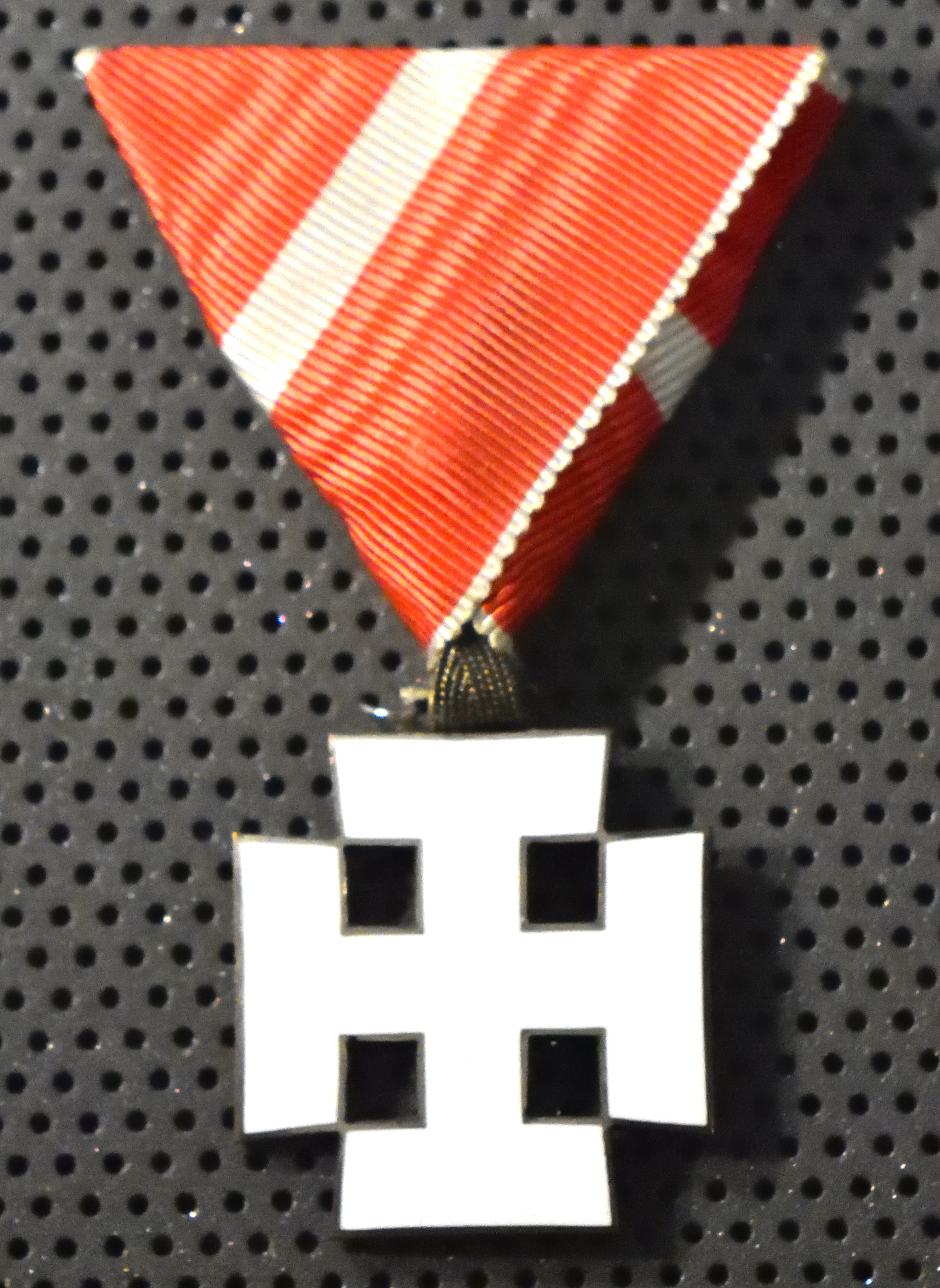
Krzyż Kawalerski Orderu Zasługi z 1934

Poprawka do konstytucji z 1934 zmieniła nazwę odznaczenia na Order Zasługi i zmieniła nazwy wszystkich klas, a 23 sierpnia 1935 dodano jeszcze jedną klasę, ustalając stateczny podział na siedemnaście klas:
- Wielka Gwiazda (Großstern),
- Krzyż Wielki I Klasy z Orłem (Großkreuz I.Klasse mit dem Adler) – dodany w 1935,
- Krzyż Wielki I Klasy (Großkreuz I.Klasse),
- Krzyż Wielki (Großkreuz),
- Krzyż Komandorski z Gwiazdą I Klasy (Komturkreuz I.Klasse mit dem Stern),
- Krzyż Komandorski z Gwiazdą (Komturkreuz mit dem Stern),
- Krzyż Komandorski I Klasy (Komturkreuz I.Klasse),
- Krzyż Komandorski (Komturkreuz),
- Krzyż Oficerski (Offizierskreuz),
- Krzyż Kawalerski I Klasy (Ritterkreuz I.Klasse),
- Krzyż Kawalerski (Ritterkreuz),
- Złota Odznaka Zasługi (Goldenes Verdienstzeichen),
- Srebrna Odznaka Zasługi (Silbernes Verdienstzeichen),
- Złoty Medal Zasługi (Goldene Verdienstmedaille),
- Wielki Srebrny Medal Zasługi (Große Silberne Verdienstmedaille),
- Srebrny Medal Zasługi (Silberne Verdienstmedaille),
- Brązowy Medal Zasługi (Bronzene Verdienstmedaille)[3].

### Odznaka Honorowa za Zasługi (od 1952)
Odznaczenie to zostało ustanowione po raz drugi 2 kwietnia 1952 przez Radę Narodową Republiki Austrii. Jest nadawane obywatelom austriackim oraz obcokrajowcom za wybitne dokonania obywatelskie i zasługi dla republiki. Posiada 15 klas, które nadaje Prezydent Republiki.

## Insygnia
Oznakę (godło) stanowi krzyż maltański pokryty czerwoną emalią, z białymi prążkami wzdłuż pionowych i poziomych ramion. Krzyż wieńczy orzeł jak w godle państwowym Republiki, otoczony dziewięcioma tarczami z herbami poszczególnych austriackich landów. Metalowe części oznak są złote lub srebrne, zależnie od stopnia. Oznaki krzyży zasługi mają taki sam kształt, lecz wykonane są w złotym lub srebrnym metalu bez emalii. 
Gwiazdy orderowe dołączane do wyższych stopni odznaczenia są ośmiopromienne, z nałożonym na środek orłem. Wielka Gwiazda jest złota, gwiazdy pozostałych stopni – srebrne. 
Wstążki lub wstęgi są czerwone z białymi paskami pośrodku i dwoma białymi prążkami wzdłuż brzegów. Wstążki lub wstęgi odznak złotych (z wyjątkiem wielkich wstęg) są białe z czerwonymi paskami po bokach.
Awers medalu przedstawia orła Republiki, otoczonego laurowym wieńcem z herbami austriackich landów. Na rewersie widnieje dewiza: „FÜR VERDIENSTE UM DIE REPUBLIK ÖSTERREICH”.

## Podział odznaczenia
Nazewnictwo międzynarodowe i austriackie, sposób noszenia i przeznaczenie najwyższych klas:
- Klasa Specjalna, Wielka Gwiazda (Sonderstufe, Großstern) – noszona na wielkiej wstędze przez prawe ramię, z gwiazdą na lewej piersi, nadawana wyłącznie głowom państw.
- Krzyż Wielki I Klasy, Wielka Złota Odznaka Honorowa na Wstędze (Großkreuz I.Klasse, Großes Goldenes Ehrenzeichen am Bande) – noszona na wielkiej wstędze przez prawe ramię, z gwiazdą na lewej piersi, nadawana głównie premierom, ministrom oraz szefom parlamentów.
- Krzyż Wielki II Klasy, Wielka Srebrna Odznaka Honorowa na Wstędze (Großkreuz II.Klasse, Großes Silbernes Ehrenzeichen am Bande) – noszona na wielkiej wstędze przez prawe ramię, z gwiazdą na lewej piersi, nadawana przeważnie ministrom i ambasadorom, z reguły kończącym misję dyplomatyczną w Austrii.
- Wielki Oficer I Klasy, Wielka Złota Odznaka Honorowa z Gwiazdą (Großoffizierskreuz I.Klasse, Großes Goldenes Ehrenzeichen mit dem Stern) – noszona na wstędze na szyi, z gwiazdą na lewej piersi.
- Wielki Oficer II Klasy, Wielka Srebrna Odznaka Honorowa z Gwiazdą (Großoffizierskreuz II.Klasse, Großes Silbernes Ehrenzeichen mit dem Stern) – noszona na wstędze na szyi, z gwiazdą na lewej piersi.
- Krzyż Komandorski I Klasy, Wielka Złota Odznaka Honorowa (Kommandeurskreuz I.Klasse, Großes Goldenes Ehrenzeichen) – noszona na wstędze na szyi.
- Krzyż Komandorski II Klasy, Wielka Srebrna Odznaka Honorowa (Kommandeurskreuz II.Klasse, Großes Silbernes Ehrenzeichen) – noszona na wstędze na szyi.
- Krzyż Oficerski, Wielka Odznaka Honorowa (Offizierskreuz, Großes Ehrenzeichen) – noszona na szpilce bez wstążki
- Krzyż Kawalerski I Klasy, Złota Odznaka Honorowa (Ritterkreuz I.Klasse, Goldenes Ehrenzeichen) – noszona na piersi na wstążce złożonej w trójkąt.
- Krzyż Kawalerski II Klasy, Srebrna Odznaka Honorowa (Ritterkreuz II.Klasse, Silbernes Ehrenzeichen) – noszona na piersi na wstążce złożonej w trójkąt.
- Odznaka Zasługi I Klasy, Złota Odznaka Zasługi (Verdienstzeichen I.Klasse, Goldenes Verdienstzeichen) – noszona na piersi na wstążce złożonej w trójkąt.
- Odznaka Zasługi II Klasy, Srebrna Odznaka Zasługi (Verdienstzeichen II.Klasse, Silbernes Verdienstzeichen) – noszona na piersi na wstążce złożonej w trójkąt.
- Medal I Klasy, Złoty Medal (Medaille I.Klasse, Goldene Medaille) – noszony na piersi na wstążce złożonej w trójkąt.
- Medal II Klasy, Srebrny Medal (Medaille II.Klasse, Silberne Medaille) – noszony na piersi na wstążce złożonej w trójkąt.
- Medal III Klasy, Brązowy Medal (Medaille III.Klasse, Bronzene Medaille) – noszony na piersi na wstążce złożonej w trójkąt, obecnie nie nadawany.

## Baretki
| Wielka Gwiazda Odznaki Honorowej | Wielka Złota Odznaka Honorowa na Wstędze | Wielka Srebrna Odznaka Honorowa na Wstędze | Wielka Złota Odznaka Honorowa z Gwiazdą | Wielka Srebrna Odznaka Honorowa z Gwiazdą |
| Wielka Złota Odznaka Honorowa    | Wielka Srebrna Odznaka Honorowa          | Wielka Odznaka Honorowa                    | Złota Odznaka Honorowa                  | Srebrna Odznaka Honorowa                  |
| Złota Odznaka Zasługi            | Srebrna Odznaka Zasługi                  | Złoty Medal Zasługi                        | Srebrny Medal Zasługi                   | Brązowy Medal Zasługi                     |

## Medal za Ratowanie Ginących

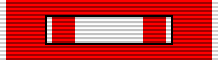
Baretka Medalu za Ratowanie Ginących

Medal jest nadawany również jako nagroda za ratowanie życia (Lebensrettungsmedaille). Jest wówczas noszony na czerwonej wstążce z białymi prążkami wzdłuż brzegów, bez białego paska pośrodku. Ustanowiono początkowo dwa stopnie medalu za ratowanie życia (złoty i srebrny). W 1968 zniesiono stopień srebrny i obecnie nadawany jest wyłącznie w stopniu złotym. Oficjalna nazwa tego stopnia, to Złoty Medal Zasługi na Czerwonej Wstędze (Goldene Medaille am Roten Bande für Verdienste).

## Odznaczeni
Odznaczeni Polacy (1954–2012)
- 1955 – Benedykt Askanas – Krzyż Komandorski I Klasy
- 1974 – Bolesław Bartoszek – Wielki Oficer I Klasy
- 1974 – Józef Czyrek – Wielki Oficer I Klasy
- 1974 – Stanisław Długosz – Wielki Oficer I Klasy
- 1974 – Ludwik Drecki – Krzyż Komandorski I Klasy
- 1974 – Wiesław Godziszewski – Krzyż Oficerski
- 1974 – Jan Górecki – Krzyż Komandorski I Klasy
- 1974 – Andrzej Hetmanek – Krzyż Oficerski
- 1974 – Tadeusz Zaremba – Krzyż Komandorski I Klasy
- 1977 – Zygmunt Drozda – Wielki Oficer II Klasy
- 1977 – Andrzej Górecki – Krzyż Oficerski
- 1978 – Jerzy Hańbowski – Krzyż Komandorski I Klasy
- 1979 – Jerzy Bafia – Krzyż Wielki I Klasy
- 1985 – Zygmunt Bielawski – Krzyż Kawalerski II Klasy
- 1986 – Tomasz Buda – Medal I Klasy
- 1995 – Władysław Bartoszewski – Krzyż Wielki I Klasy
- 1997 – Andrzej Zoll – Krzyż Wielki I Klasy
- 1998 – Jerzy Buzek – Krzyż Wielki I Klasy
- 1998 – Aleksander Kwaśniewski Klasa Specjalna
- 1998 – Jerzy Plusa – Krzyż Kawalerski I Klasy
- 1999 – Bogusław Banaszak – Krzyż Oficerski
- 1999 – Jan Barcz – Krzyż Wielki I Klasy
- 1999 – Mieczysław Karczewski – Krzyż Oficerski
- 1999 – Stanisław Koprowski – Krzyż Oficerski
- 1999 – Irena Lipowicz – Krzyż Komandorski I Klasy
- 2000 – Jacek Purchla – Krzyż Kawalerski I Klasy
- 2001 – Andrzej Gołaś – Krzyż Komandorski I Klasy
- 2002 – Romuald Gelles – Krzyż Komandorski I Klasy
- 2002 – Jan Krucina – Krzyż Komandorski I Klasy
- 2002 – Franciszek Ziejka – Krzyż Komandorski I Klasy
- 2003 – Mateusz Kujawa – Krzyż Kawalerski I Klasy
- 2003 – Andrzej Jeziorek – Krzyż Kawalerski I Klasy
- 2003 – Elżbieta Penderecka – Krzyż Kawalerski I Klasy
- 2003 – Krzysztof Penderecki – Krzyż Komandorski I Klasy
- 2004 – Jacek Stanisław Buras – Krzyż Kawalerski I Klasy
- 2004 – Jolanta Charzewska-Miller – Odznaka Zasługi I Klasy
- 2004 – Maciej Formanowicz – Krzyż Kawalerski II Klasy
- 2004 – Ryszard Krauze – Krzyż Kawalerski I Klasy
- 2004 – Irena Poteracka-Noga – Odznaka Zasługi I Klasy
- 2004 – Henryk Skrzypiński – Krzyż Kawalerski II Klasy
- 2004 – Lubomira Zawadzka-Michalak – Odznaka Zasługi I Klasy
- 2005 – Teresa Konopka – Krzyż Kawalerski II Klasy
- 2005 – Dariusz Pawłoś – Krzyż Oficerski
- 2005 – Jerzy Sułek – Krzyż Komandorski I Klasy
- 2006 – Maria Baron – Złota Odznaka Zasługi
- 2006 – Maria Chmielewska – Złota Odznaka Zasługi
- 2006 – Maria Dionizja Sollik – Złota Odznaka Zasługi
- 2006 – Renata Szopa – Złota Odznaka Zasługi
- 2007 – Wiesław Balcerak – Krzyż Kawalerski I Klasy
- 2007 – Bogusław Banaszak – Krzyż Komandorski I Klasy
- 2007 – Jarosław Drozd – Krzyż Komandorski II Klasy
- 2007 – Faustyna Krzeżymon – Medal I Klasy
- 2007 – Kazimierz Ławrynowicz – Krzyż Kawalerski I Klasy
- 2007 – Stanisław Leszczyński – Krzyż Oficerski
- 2007 – Wojciech Molenda – Medal I Klasy
- 2007 – Roman Pawlytta – Medal I Klasy
- 2007 – Leszek Mieczysław Polkowski – Krzyż Oficerski
- 2007 – Zbigniew Tomkowski – Krzyż Kawalerski I Klasy
- 2007 – Jan Wojciech Topolewski – Krzyż Oficerski
- 2009 – Stanisław Dziwisz – Krzyż Wielki I Klasy
- 2009 – Monika Wójcik-Bednarz – Krzyż Kawalerski II Klasy
- 2009 – Dalia Żminkowska – Krzyż Kawalerski I Klasy
- 2010 – Stefan Kaszyński – Krzyż Komandorski II Klasy
- 2010 – Jacek Majchrowski – Krzyż Komandorski II Klasy
- 2010 – Agnieszka Partridge – Odznaka Zasługi I Klasy
- 2011 – Antoni Szlagor – Krzyż Kawalerski I Klasy
- 2017 – Przemysław Jaskółowski – Złota Odznaka Zasługi
- 2024 – Robert Makłowicz – Złota Odznaka Zasługi